# De Driekoningen

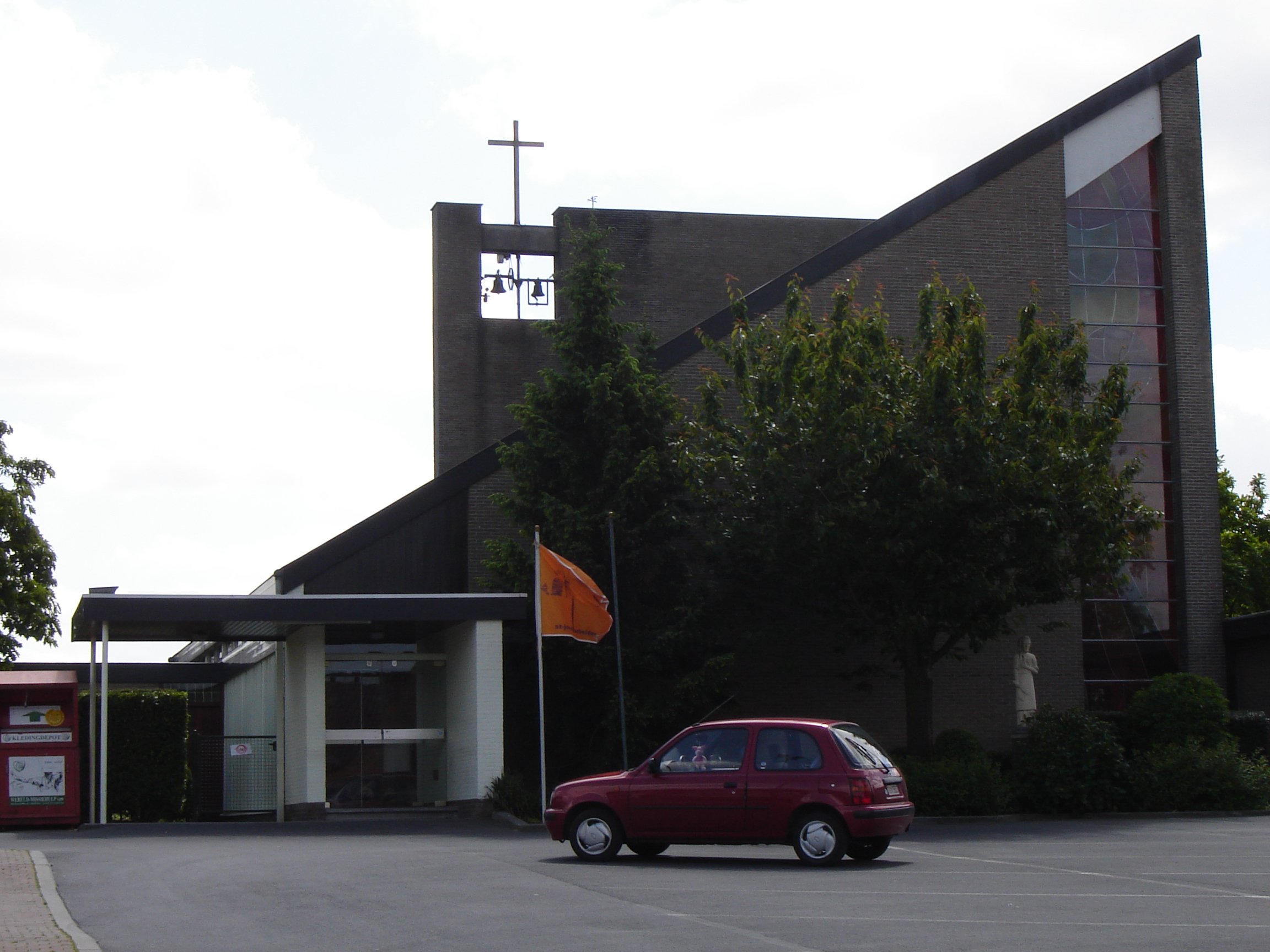
Sint-Jozefskerk De Driekoningen

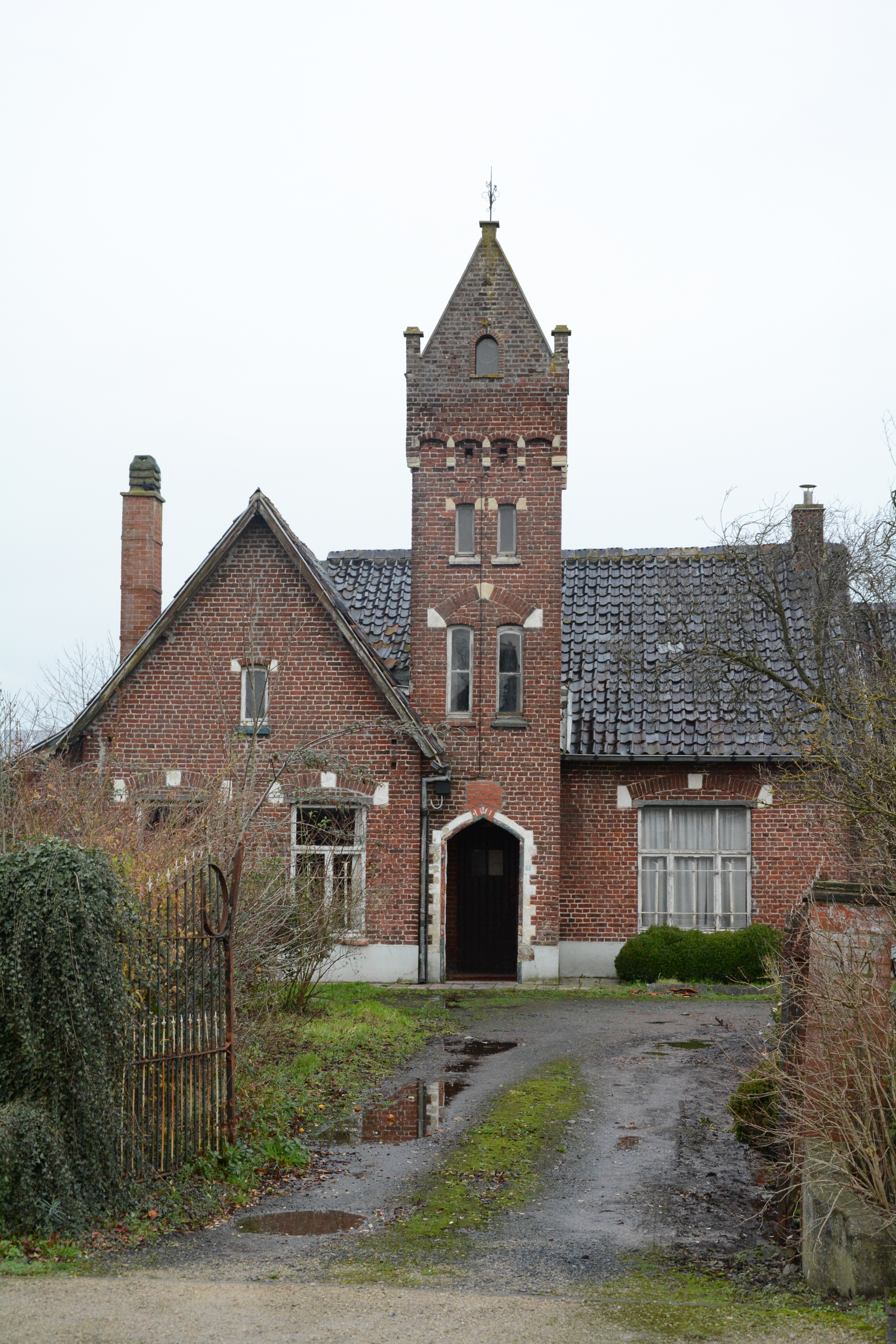
Pachthoeve Lagrou

De Driekoningen is een gehucht in de Belgische stad Torhout. Het wordt ook wel Sint-Jozef-Arbeider genoemd, naar de patroonheilige van de parochiekerk. De Driekoningen ligt iets ten noorden van het stadscentrum, waar de Zeeweg, een oude heerweg, samenkomt met de weg naar Aartrijke. Het gehucht ligt nog enigszins landelijk, maar is door sterke lintbebouwing verbonden met het stadscentrum van Torhout en houdt daardoor het midden tussen een aparte kern en een buitenwijk van de stad.
De Driekoningen is voor voorzieningen (onder andere winkels) aangewezen op het nabije stadscentrum, maar heeft als parochie wel haar eigen parochiekerk, de Sint-Jozef Arbeiderkerk van 1963-1964 en haar eigen basisschool, de Sint-Jan-Berchmansschool welke omstreeks 1893 werd gebouwd. Beide bevinden zich in de Steenveldstraat, genoemd naar de veldsteen die daar tot 1889 werd gewonnen. Ook werd er vroeger turf gewonnen en van 1861-1904 werd er klei gewonnen ten behoeve van de baksteenindustrie. Van 1950-1985 bestond er de zuivelfabriek Kosto.
In 1890 werd de pachthoeve Lagrou gebouwd en verder was er de hoeve Verloren Cost, duidend op arme gronden.

## Nabijgelegen kernen
Torhout, Wijnendale, Aartrijke, Rozeveld